# Попхадзе Нугзар Акакійович
Нугзар Акакійович Попхадзе (1942, тепер Грузія — ?) — грузинський радянський державний діяч, журналіст, секретар ЦК КП Грузії, голова Державного комітету Грузинської РСР з телебачення та радіомовлення. Депутат Верховної ради Грузинської РСР.

## Життєпис
З 1959 до 1960 року працював слюсарем Тбіліського прядильно-трикотажного комбінату.
Після закінчення Тбіліського державного університету — заступник завідувача відділу пропаганди Тбіліського міського комітету ЛКСМ Грузії.
Член КПРС з 1966 року.
У 1967—1968 роках — інструктор, завідувач кабінету комсомольської роботи ЦК ЛКСМ Грузії.
У 1968—1969 роках — старший редактор молодіжної редакції Державного комітету з телебачення та радіомовлення Грузинської РСР, консультант Республіканського Будинку політпросвіти ЦК КП Грузії.
У 1969—1970 роках — завідувач відділу студентської молоді ЦК ЛКСМ Грузії.
У березні 1970—1973 роках — секретар ЦК ЛКСМ Грузії.
У 1973—1974 роках — завідувач сектору пропаганди і масово-політичної роботи відділу пропаганди та агітації ЦК КП Грузії.
У 1973—1978 роках — заступник міністра освіти Грузинської РСР.
У 1978 — січні 1979 року — 1-й заступник завідувача відділу пропаганди та агітації ЦК КП Грузії.
10 січня 1979 — 3 лютого 1986 року — голова Державного комітету Грузинської РСР з телебачення та радіомовлення.
З 25 січня 1986 до 25 липня 1987 року — завідувач відділу пропаганди та агітації ЦК КП Грузії.
25 липня 1987 — 29 травня 1988 року — редактор центрального органу ЦК КП Грузії газети «Комуністі».
29 травня 1988 — 31 січня 1990 року — секретар ЦК КП Грузії з питань ідеології.
Подальша доля невідома.

## Нагороди
- орден «Знак Пошани»
- медалі